# Милица Вучковић
Милица Вучковић (Сента, 1947) српска је сликарка.

## Биографија
Рођена је 1947. године у Сенти. Завршила је Уметничку школу Ниш и дипломирала је на Факултету примењених уметности Универзитета уметности у Београду. Учествовала је на бројним групним изложбама међу којима су „Графика београдског круга” у Београду 1975. и 1976, Ликовни сусрети Суботице 1976. и изложбе Удружења ликовних уметника Србије 1976. и 1977. године. Дибитница је откупне награде за графику на Ликовном сусрету Суботице 1976.